# Thinophilus flavifrons
Thinophilus flavifrons är en tvåvingeart som först beskrevs av Philippi 1865.  Thinophilus flavifrons ingår i släktet Thinophilus och familjen styltflugor. Inga underarter finns listade i Catalogue of Life.